# Драмбуї

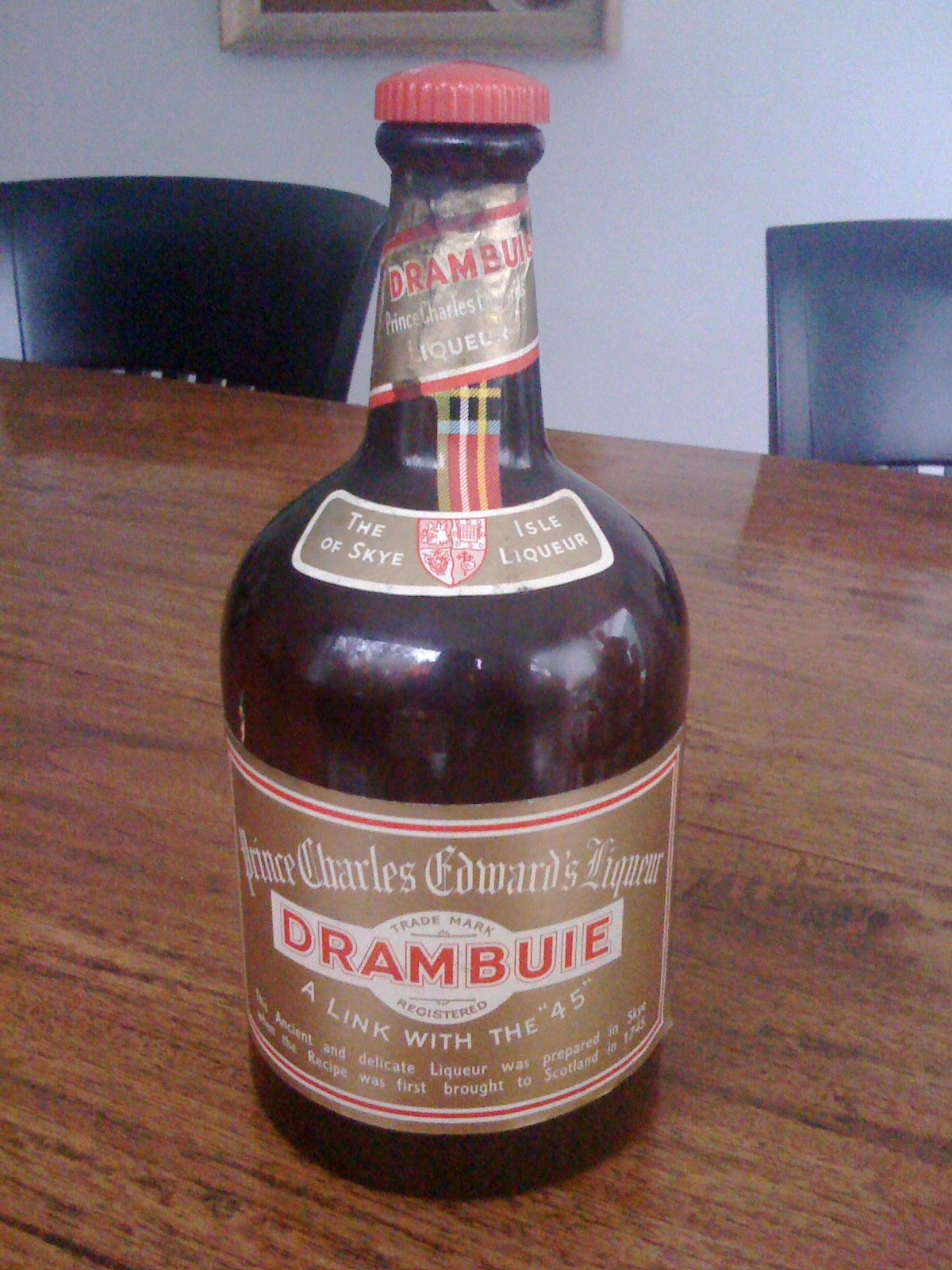
Пляшка лікеру Drambuie

Драмбуї (англ. Drambuie [dræmˈbuːi]) — лікер, що зроблено з витриманого шотландського віскі з ароматом меду, анісу, шафрану, мускатного горіха та різних трав. Вміст алкоголю — 40 об'ємних відсотків.
Випускається сімейною фірмою Маккинон під Единбургом. У 1892 році вони зареєстрували його як an dram buidheach, що в перекладі з гельської означає: «напій, що задовольняє всім вимогам». З 1906 року лікер виготовляється на продаж.

## Склад
Цей напій містить: шотландський віскі 15—17 річної витримки, мед, ароматичні трави, цукор. Володіє природним ароматом трав і м'яким медовим смаком. Лікер однаково гарний як без добавок, але обов'язково охолоджений, так і в складі коктейлів та лонґ дрінків.
Однак якщо напій подається, як дигестив, то навпаки — рекомендується зігріти його в руці бо тільки тоді по-справжньому розкривається вся його надзвичайно багата смакова палітра.